# SZD-48M Brawo
SZD 48M Brawo – polski, wysokowyczynowy szybowiec zawodniczy klasy standard zaprojektowany w Przedsiębiorstwie Doświadczalno-Produkcyjnym Szybownictwa PZL Bielsko (PDPSz PZL-Bielsko) w Bielsku-Białej. 

## Historia
W 1984 roku, w związku z planowanym startem polskiej reprezentacji w XIX szybowcowych Mistrzostwach Świata we włoskim Rieti, podjęto decyzję o zaprojektowaniu szybowca do lotów w słabych warunkach termicznych. Zdecydowano o zaprojektowaniu szybowca w oparciu o konstrukcję Jantara Standard 3. Konstruktorem prowadzącym zespołu modyfikującego został Stanisław Zientek. 
Modyfikacja miała na celu przede wszystkim zmniejszenie masy własnej, poprawę właściwości pilotażowych w krążeniu, poprawienie komfortu kabiny. Najważniejsze zmiany konstrukcyjne obejmowały w skrzydłach: modyfikację profilu na krawędzi spływu oraz kształtu końcówki, likwidację hamulców aerodynamicznych na dolnej powierzchni skrzydeł, skrócenie lotki w części zewnętrznej, zwiększenie wzniosu z 1,5° do 3°, zmniejszenie pojemności zbiorników balastowych ze 150 do 130 kilogramów ze zmianą systemu odpowietrzającego. Zmiany w kadłubie objęły dodanie w stateczniku kierunku zbiornika na balast o masie 7 kg, zabudowy dodatkowych dajników: ciśnienia całkowitego w natarciu statecznika kierunku i statycznego na belce ogonowej, likwidację zaczepu holowniczego pod tablicą przyrządów i przeniesienie go na goleń podwozia, cofnięcie tablicy przyrządów, pedałów i siedzenia pilota ze zmianą oparcia plecowego na stałe, umieszczone bezpośrednio na przegrodzie kadłuba, dodanie dźwiękochłonnej przegrody będącej jednocześnie zagłówkiem i wykonanie futrzanej tapicerki kabiny. Uszczelniono wszystkie szczeliny i przepusty (lotki, usterzenie, komora podwozia, napędy, kabina). Zmieniono także obrys steru kierunku na taki jak w Jantarze Std 2. Modyfikacje pozwoliły na uzyskanie masy o ok. 35 kg mniejszej niż w seryjnym Jantarze Std 3.
Oblotu prototypu szybowca dokonano w dn. 13 kwietnia 1985 r. W opinii pilotów szybowiec jest bardzo przyjemny i poprawny pilotażowo, przy czym w porównaniu do Jantara Std 3 prędkość krążenia zmniejszyła się o ok. 10 km/h. Zmniejszenie obciążenia powierzchni (związanie z powiększeniem powierzchni nośnej o 0,26 m i zmniejszeniem masy własnej) pogorszyło własności szybowca na prędkościach powyżej 150 km/h. Po nieudanym starcie w XIX Mistrzostwach Świata w Rieti polscy zawodnicy latający na SZD 48M stwierdzili że szybowiec jest od Jantara Std 3 o ok. 10% lepszy na małych prędkościach i o 20% gorszy na dużych, tym niemniej w latach 80. był to bezsprzecznie najlepszy polski szybowiec klasy standard. 
Zbudowano łącznie trzy egzemplarze szybowca: SP-3333 (nr fabr. B-1508), SP-3334 (B-1509), SP-3335 (B-1510). 
Brawa miały na swoim koncie sukcesy: 
- w 1987 r. podczas zawodów w Szumen w Bułgarii Urszula Bocheńska-Wojda zdobyła tytuł szybowcowej mistrzyni Europy kobiet
- w 2004 r. w Szybowcowych Mistrzostwach Świata klasy Klub Elverum w Norwegii Sebastian Kawa i Arkadiusz Downar zdobyli tytuły mistrzowski i II-wicemistrza oraz medale złoty i brązowy.

## Konstrukcja
Jednomiejscowy grzbietopłat o konstrukcji z laminatu szklano-epoksydowego.
Skrzydło dwudzielne, skorupowe, jednodźwigarowe o obrysie trapezowym. Konstrukcja przekładkowa (skorupa dolna i górna) z integralnymi zbiornikami balastowymi w przykadłubowej części przedniego kesonu. Dźwigar skrzynkowy, z pasami z rowingu szklanego i laminatowymi ściankami zamykającymi. W obrębie wykroju lotki szczątkowy dźwigarek z wlaminowanymi okuciami zawieszenia lotki. Lotka konstrukcji przekładkowej. Hamulce aerodynamiczne duralowe jednopłytowe tylko na górnej powierzchni skrzydła.
Kadłub całkowicie laminatowy usztywniony w tylnej części półwręgami z prowadzeniem popychaczy układu sterowego i piankowymi żeberkami. W partii statecznika kierunku konstrukcji przekładkowej laminat-pianka-laminat. W części centralnej wlaminowana jest stalowa kratownica stanowiąca węzeł mocujący podwozie główne i łączący skrzydła z kadłubem. 
Usterzenie: w układzie T, konstrukcji przekładkowej. Ster kierunku konstrukcji przekładkowej zawieszony w dwóch punktach, wyważony masowo. Ster wysokości dwuczęściowy.
Podwozie jednotorowe, główne chowane w locie, kółko ogonowe stałe.
Wyposażenie: prędkościomierz LUN-1107-8 z elektroakustyczną sygnalizacją przeciągnięcia, wysokościomierz W-12s lub W-10s, wariometr PR-03 lub WRs-5D, zakrętomierz EZS-3, busola KI-13 lub BS-1 na osłonie tablicy. 